# 王遠 (南朝)
王遠，字景舒，南朝宋琅邪郡临沂县人，王导的玄孙，王珣的孙子，王弘弟弟光禄大夫王孺的儿子，王僧祐的父亲。
宋文帝元嘉年间，王遠担任琅邪郡太守，官至光祿勳。时人说王远就像屏风，屈曲从俗，能蔽风露，而不悖情理。